# Necydalis mellita
Necydalis mellita là một loài bọ cánh cứng trong họ Cerambycidae.